# Arena Glacier
Arena Glacier är en glaciär i Antarktis. Den ligger i Västantarktis. Argentina, Chile och Storbritannien gör anspråk på området. Arena Glacier ligger 258 meter över havet.
Terrängen runt Arena Glacier är huvudsakligen kuperad, men åt nordost är den platt. Trakten är glest befolkad. Närmaste befolkade plats är Esperanza Base, 4,6 kilometer öster om Arena Glacier.